# Lieskovec
Lieskovec es un municipio del distrito de Zvolen en la región de Banská Bystrica, Eslovaquia, con una población estimada a final del año 2024 de 1372 habitantes.
Se encuentra ubicado en el centro-oeste de la región, en los montes Centrales Eslovacos y la cuenca hidrográfica del río Hron —un afluente izquierdo del Danubio— y cerca de la frontera con la región de Nitra.

## Demografía
| Año        | 1994 | 2004 | 2014    | 2024    |
| ---------- | ---- | ---- | ------- | ------- |
| Población  | 1393 | 1393 | 1467    | 1372    |
| Diferencia |      | +0 % | +5,31 % | −6,47 % |

| Año        | 2023 | 2024    |
| ---------- | ---- | ------- |
| Población  | 1377 | 1372    |
| Diferencia |      | −0,36 % |